# Liviu Giurgian
Liviu Giurgian (n. 26 iulie 1962 – d. 11 iulie 2017) a fost un atlet român, specializat în probele de garduri.

## Carieră
Prima lui performanță notabilă a fost locul 4 la Campionatul European de Juniori din 1981. În 1983 el a participat la Campionatul Mondial de la Helsinki.
La Universiada din 1985 a cucerit locul 5. Anul următor, a ocupat din nou locul 5 la Campionatul European în sală și la Campionatul European de la Stuttgart s-a clasat pe locul 7. În același an a îmbunătățit la Internaționalele recordul național cu timpul de 13,47 s. Sportivul a mai participat la patru ediții ale campionatelor mondiale și europene în sală și la Campionatul Mondial din 1991 de la Tokio. De patru ori a fost campion național.
În anul 1995 el s-a stabilit împreună cu soția sa, o fostă voleibalistă, în Germania, unde s-a ocupat de antrenorat. Liviu Giurgian a decedat pe 11 iulie 2017 la vârsta de 54 de ani.

## Realizări
| An   | Competiție                               | Locație                     | Loc | Eveniment     | Note  |
| ---- | ---------------------------------------- | --------------------------- | --- | ------------- | ----- |
| 1981 | Campionatul European de Juniori (sub 20) | Utrecht, Olanda             | 4   | 110 m garduri | 14,15 |
| 1983 | Campionatul Mondial                      | Helsinki, Finlanda          | 18  | 110 m garduri | 13,98 |
| 1985 | Universiada                              | Kobe, Japonia               | 5   | 110 m garduri | 13,90 |
| 1986 | Campionatul European în sală             | Madrid, Spania              | 5   | 60 m garduri  | 7,74  |
| 1986 | Campionatul European                     | Stuttgart, Germania         | 7   | 110 m garduri | 13,71 |
| 1987 | Campionatul European în sală             | Liévin, Franța              | 13  | 60 m garduri  | 7,83  |
| 1987 | Campionatul Mondial în sală              | Indianapolis, Statele Unite | 14  | 60 m garduri  | 8,05  |
| 1989 | Campionatul Mondial în sală              | Budapesta, Ungaria          | 13  | 60 m garduri  | 7,84  |
| 1990 | Campionatul European în sală             | Glasgow, Marea Britanie     | 12  | 60 m garduri  | 7,84  |
| 1991 | Campionatul Mondial                      | Tokio, Japonia              | 12  | 110 m garduri | 13,82 |

## Recorduri personale
| Probă                | Performanță | Dată              | Locație   |
| -------------------- | ----------- | ----------------- | --------- |
| 110 m garduri        | 13,47 s     | 14 iunie 1986     | București |
| 60 m garduri în sală | 7,53 s      | 13 februarie 1988 | Bacău     |